# Port lotniczy Puka Puka
Port lotniczy Puka Puka – port lotniczy położony na wyspie Puka Puka, należącej do Polinezji Francuskiej.

## Linie lotnicze i połączenia
| Linia Lotnicza | Kierunek                                               |
| -------------- | ------------------------------------------------------ |
| Air Tahiti     | 1. Fakahina 2. Fangatau 3. Makemo 4. Papeete 5. Raroia |